# Нижегородское высшее зенитное ракетное командное училище противовоздушной обороны
Нижегородское высшее зенитное ракетное командное училище противовоздушной обороны (НВЗРКУ ПВО) — военное учебное заведение (ВУЗ), основанное 15 октября 1951 года, на протяжении 48 лет реформируясь и изменяясь, осуществляло подготовку офицерских кадров для Войск противовоздушной обороны (ПВО) Вооружённых сил СССР и Российской Федерации. НВЗРКУ ПВО оставило заметный след в истории города и области. История ВУЗа тесно связана с историей полков, соединений, военных округов, военных академий и училищ ПВО. За годы существования ВУЗа в 1954-1999-х годах было выпущено 14642 офицера. Многие выпускники ВУЗа впоследствии получили генеральские звания. Из 44-х выпусков на доске почёта ВУЗа занесены фамилии 263-х медалистов.
День годового праздника – 15 октября.
Дата закрытия – 1 апреля 1999 года

## Основная история
История НВЗРКУ ПВО тесно связана с памятником культурного наследия г. Нижнего Новгорода (г. Горького, в 1932–1990-х годах) – архитектурным комплексом "Тобольские казармы", строительство которого было организовано (в 1910–1913 годах) для размещения 38-го пехотного Тобольского генерала графа Милорадовича полка, одного из старейших полков Русской императорской армии (старшинство от 6 декабря 1703 года, полковой день 25 декабря, расформирован в 1918 году).
В марте 1910 года войсковой строительной комиссией была выбрана и одобрена Нижегородским городским общественным управлением территория под строительство казарм для размещения 4-х батальонов 38-го пехотного Тобольского полка. В апреле 1910 года, после покупки военным ведомством земельного участка на Арзамасском шоссе, в двух километрах от окраины г. Нижнего Новгорода (Крестовоздвиженский монастырь – современный адрес Окский съезд, 2Б, Монастырская площадь – современная адрес пл. Лядова), напротив бывшего летнего лагеря 238-го Клязьминского резервного пехотного батальона (дислоцировавшегося в Нижнем Новгороде в1893–1910-х годах и входившего в состав 60-й резервной пехотной бригады) началось строительство воинских казарм и сараев и продолжалось около трёх лет (в 1910–1913-х годах).
Общая территория земельного участка, выделенного под строительство казарм заключалась в пространство, приближающееся к квадрату с размером сторон до 400 м. Комплекс включал в себя около трёх десятков каменных зданий. Изначально, при размещении 38-го пехотного Тобольского полка и в последующие годы, территория военного городка "Тобольских казарм" была разделена на две части: жилую и административную. На жилой территории городка (западной) размещались: казарменные постройки для размещения нижних чинов и офицеров, флигеля для офицерских квартир, офицерское собрание. На административной территории (восточной) размещались: штаб-квартира, казармы для нижних чинов, помещения для музыкантов и не строевых нижних чинов; кухни, столовые, пекарни, бани, полковая гауптвахта, лазарет, канцелярии, мастерские, склады, кузница, конюшня, полковые цейхгаузы для хранения запасов обмундирования, снаряжения, вооружения, провианта. Постройки возводились, по образцовым проектам в едином стиле, разработанным в военном ведомстве, и представляли собой единый комплекс зданий с цельной, хорошо выстроенной регулярной композицией. Утилитарный характер зданий отличался сдержанностью декора, характерным для военных построек начала XX века в России, но с разным набором декоративных элементов. Стилистическое единство комплекса выражалось в том, что все корпуса построек были выдержаны в общем архитектурном "кирпичном" стиле (эклектическом рационалистическом кирпичном стиле с элементами классицизма).
Одновременно со строительством воинских казарм в 1910–1913-х годах в Нижнем Новгороде шло строительство нового комплекса зданий городской тюрьмы (пр. Гагарина, 26 (литера А), 26а (литера Д), 26а (корпус № 5), 28а (литера А)) и ансамбля зданий Государственного банка (улица Большая Покровская, д. 26). Строительные работы на вышеуказанных объектах были завершены к празднеству в честь 300-летия дома Романовых в 1913 году.
В июле 1914 года, в ходе всеобщей мобилизации, воинские формирования 10-й пехотной дивизии (в том числе 38-й пехотный Тобольский полк)  доукомплектованы личным составом до штатов военного времени, покинули Нижний Новгород и отправились на Юго-Западный фронт.
В 1914–1917-х годах в "Тобольских казармах" размещались 183-й, 185-й запасные пехотные полки, солдаты которых приняли активное участие в революционных событиях г. Нижнего Новгорода. О данном событии напоминает мраморная доска, установленная в советское время на стене, рядом со входом на КПП военного городка. 
В январе 1918 года 10-я пехотная дивизия эвакуирована с фронта в Нижний Новгород. 38-й пехотный Тобольский полк прибыл к месту своего прежнего расквартирования и вскоре, после подписания Брестского мира – сепаратного мирного договора и протокола заседания исполкома солдатской секции Нижегородского Совета рабочих, солдатских и крестьянских депутатов о роспуске полков Нижегородского гарнизона в связи с формированием новой Красной армии № 446 от 15 (28) марта 1918 года 38-й пехотный Тобольский генерала графа Милорадовича полк был расформирован. В память о себе 38-й пехотный полк оставил в Нижнем Новгороде военный городок под названием "Тобольские казармы".
Весной 1918 года строительной комиссией Петроградского орудийного завода рассматривался вопрос размещения эвакуированного в г. Нижний Новгород орудийного завода на территории бывших "Тобольских казарм". Строительная комиссия предлагала временно, до наступления более благоприятных условий в выборе места под новый завод и в самом строительстве, переустроить здания военного городка в мастерские, склад и прочие помещения завода. II–й Отдел Центрального Управления Артиллерийских заводов отклонил предложение о размещении Петербургского орудийного завода на территории "Тобольских казарм" в виду отсутствия зданий, которые можно было приспособить под цех. (Далее, из Нижнего Новгорода, Петроградский орудийный завод перенаправлен в Подмосковье на станцию Подлипки, на территорию недостроенного завода "Бекос". Впоследствии Петроградский орудийный завод переименован в Московский орудийный, он же завод им. М. И. Калинина, завод № 8, № 88. В годы Великой Отечественной войны завод отправлял на фронт пушки, в послевоенные годы оказался у истоков ракетно-космической отрасли).
В 1919–1932-х годах в "Тобольских казармах" размещалась 11-я пехотная школа (с 1924 года ей присвоено имя И. В. Сталина), принадлежавшая к числу первых военно-учебных заведений Красной Армии, сыгравших важную роль в деле подготовки военных кадров для РСФСР. Среди выпускников пехотной школы: Герои Советского Союза генералы М. С. Батраков, В. И. Прохоров, полковник И. И. Шиянов, дважды Герой Советского Союза генерал армии П. А. Белобородов. Генерал-лейтенант А. А. Власов. Часть территории военного городка "Тобольских казарм", не занятого пехотной школой, в 1919 году передали главному инженерному складу, позже преобразованному в 84-ю Центральную военную базу Главного военного инженерного управления Красной Армии. До 2010 года инженерная часть функционировала под названием "ФГУП "84-я центральная инженерная база министерства обороны РФ" и была сокращена в 2010 году.
В 1932 году 11-я пехотная школа преобразована в Нижегородскую (Горьковскую) бронетанковую школу. Среди выпускников бронетанковой школы Герои Советского Союза Г. М. Склезнёв, Министр обороны СССР Маршал Советского Союза С. Л. Соколов.
В 1936 году бронетанковая школа преобразована во 2-е танковое училище. Среди выпускников танкового училища Герои Советского Союза: генерал-майор В. Г. Шашков, полковники В. В. Клочков, М. Ф. Орлов, лейтенант Д. Е. Комаров.

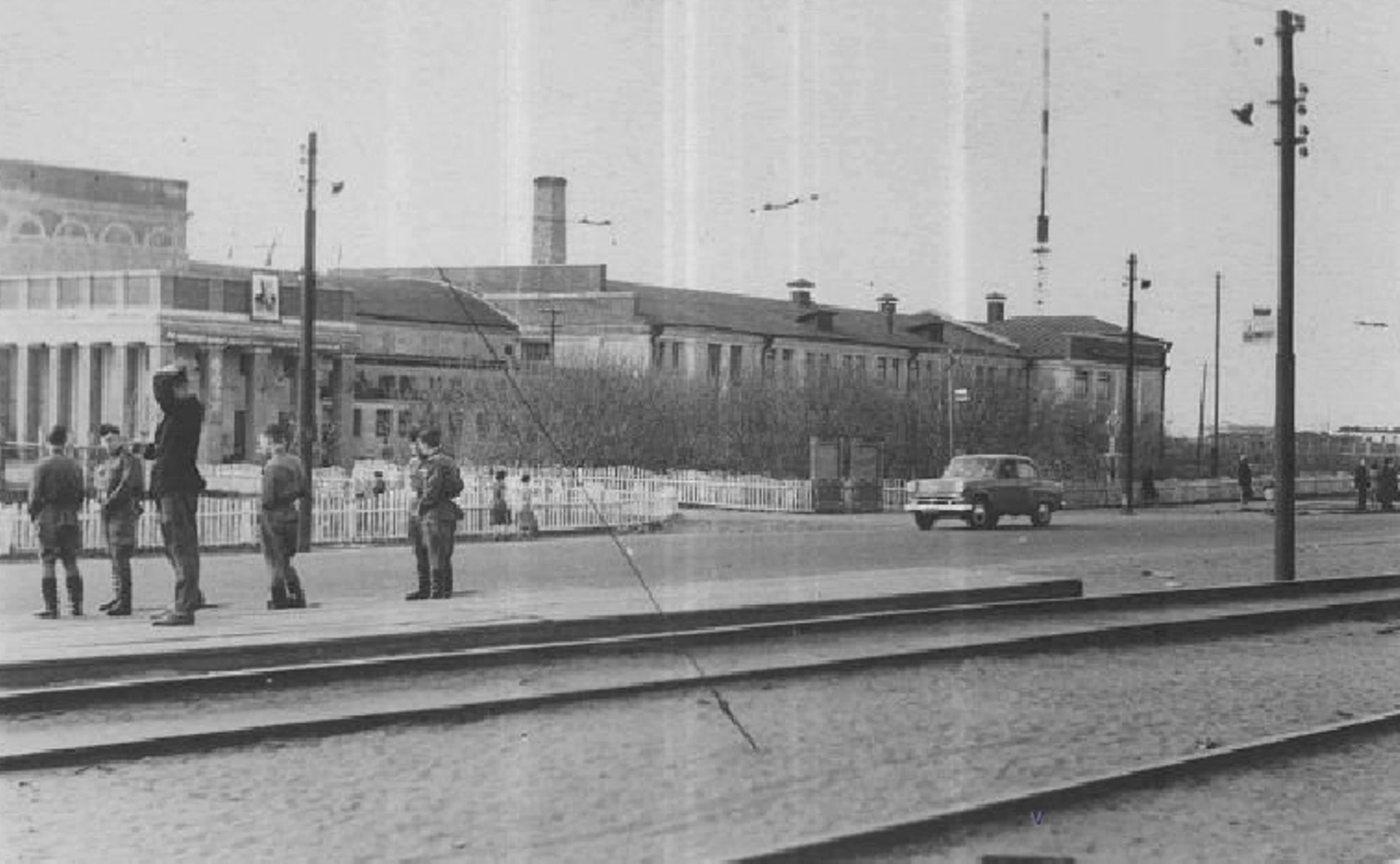
Клуб им. М. В. Фрунзе, г. Горький

В 1939 году танковое училище преобразовано в Краснознамённое военно-политическое училище имени М. В. Фрунзе, готовило политработников для бронетанковых войск вооружённых сил СССР. Среди выпускников военно-политического училища Герои Советского Союза Н. М. Гордеев, Т. И. Калинин, М. К. Кузьмин. Выпускник военно-политического училища 1948 года член Военного совета – начальник политуправления войск ПВО (в 1987–1989-х годах) генерал-полковник В. А. Силаков. В предвоенные годы в военном городке училища построены: на территории ДОСов - три многоквартирных жилых дома, на административной территории территории - учебный корпус (здание 47), надстроены третьи этажи казарм. На противоположной от жилого городка стороне (ДОСов) возведен клуб. имени М. В. Фрунзе, который вместил в себя: большой вестибюль с гардеробом, вместительное фойе с колоннами, где организовывались танцевальные вечера, и играл оркестр, зрительный зал на почти 600 мест, украшенный полотнами художников студии имени М. Б. Грекова, лестница бокового крыла, ведущая на второй этаж клубной части, лекционный  зал на 150 мест, уютные и хорошо освещённые комнаты для кружковой работы. Рядом находились стадион и городской парк.   
Постоянное внимание к ПВО в годы войны высших органов государственного и военного руководства СССР обеспечило неуклонное возрастание сил и средств ПВО в количественном и качественном отношении, определило создание самостоятельной организационной структуры – Войск ПВО страны. Одним из важнейших выводов по итогам Великой Отечественной войны следует считать подтверждение тезиса о возрастании роли ПВО для обеспечения безопасности государства. Задачи по отражению ударов воздушного противника могут выполнить только заблаговременно развёрнутые, находящиеся в постоянной боевой готовности, сильные Войска ПВО. 
Новым витком в развитии войск ПВО послужило изобретение ядерного оружия, Холодная война и гонка вооружений, «Железный занавес», начало которых принято датировать 6 марта 1946 года. По окончании Великой Отечественной войны Красная (с 1946 года Советская) армия, в том числе и Войска ПВО страны, переводятся на штаты мирного времени. В 1945–1946-х годах осуществляется первая послевоенная реорганизация всей системы ПВО СССР. Имевшиеся к концу войны 4 фронта и 3 армии ПВО были переформированы в 3 округа и 2 армии ПВО, значительное количество соединений и частей ПВО расформировано. В апреле 1946 года восстановлена должность командующего Войсками ПВО страны, на которую назначен генерал-полковник М. С. Громадин. В результате сокращения к октябрю 1946 года численность Войск ПВО уменьшилась до 147287 человек (в конце войны она составляла около 637 тыс. человек). 
1-я послевоенная реорганизация ПВО. В июне 1948 года Политбюро ЦК ВКП(б) и Совет министров СССР определили новую структуру системы и войск ПВО. Округа, армии ПВО подлежали расформированию, на их базе создавались районы ПВО 1, 2 и 3-й категорий. Вся территория страны делилась на внутреннюю часть (объекты тыла) и приграничную полосу. Ответственность за ПВО тыловых объектов, а также за подготовку территории страны в ПВО отношении возлагалась на командующего Войсками ПВО страны - заместителя министра Вооружённых сил. Ему были подчинены Войска ПВО страны, осуществлявшие прикрытие объектов тыловых районов, и служба ВНОС на территории всего СССР.  Развитие технологий радиосвязи и наблюдения послужило причиной переименования ВНОС в радиотехнические войска (РТВ). Ответственность за ПВО объектов в приграничной полосе была возложена на командующих войсками военных округов, военно-морских баз и портов - на командующих флотами. Охрана воздушных рубежей СССР становилась первостепенной задачей. 
В соответствии с этими решениями в 1948–1949-х годах была проведена 2-я послевоенная коренная реорганизация войск и системы ПВО, которая позволила шире развернуть работы по подготовке территории страны к ПВО (строительство аэродромов, командных пунктов, линий связи и т.п.). В то же время было нарушено единство руководства системой ПВО, что отрицательно сказалось на её боевой готовности. 
Командующим Войсками ПВО страны 7 июля 1948 года назначен заместитель министра Вооружённых сил Маршал Советского Союза Л.А. Говоров с оставлением за ним должности главного инспектора. С этой даты Войска ПВО страны вышли из подчинения командующего артиллерией Советской армии и преобразовались в самостоятельный вид Вооружённых сил СССР – Войска ПВО страны (официальное наименование с 1954 года). Войска ПВО страны – вид Вооружённых Сил, предназначенный для защиты от ударов с воздуха группировок Вооружённых Сил, промышленных районов, административных центров, населённых пунктов и т.д., выполняющий свои задачи путём уничтожения средств воздушного нападения в полёте. Войска ПВО страны – войска постоянной боевой готовности, несущие круглосуточное боевое дежурство по охране воздушной границы. (Не следует путать Войска ПВО страны с ПВО сухопутных войск, имеющими более ограниченные задачи, силы и средства). 
Постановлением Совета Министров СССР № 3389-1426 от 9 августа 1950 года принято решение о создании первого образца зенитной ракетной системы ЗРС С-25 "Беркут" предназначенной для поражения воздушных целей, летящих со скоростью до 1100–1250 км/ч на высоте от 3 до 25 км при дальности от 32 до 50 км. В августе 1950 года Правительством СССР принято решение о создании кольцевой зоны противовоздушной обороны вокруг Москвы от средств воздушного нападения потенциального противника. 25 июля 1951 года  произведён первый пуск зенитной управляемой ракеты (ЗУР) ЗРС С-25 "Беркут" на специальном испытательном полигоне.    
В сентябре 1951 года правительственным постановлением осуществляется очередная реорганизация ПВО. В связи с тем что в приграничной полосе войска ПВО оказались разобщёнными по военным округам, а это затрудняло управление ими и взаимную информацию о воздушной обстановке, предписывалось создать единую воздушную оборону приграничной линии из частей и соединений истребительной авиации во главе с заместителем главнокомандующего ВВС. В состав сформированных 8 районов этой линии из Войск ПВО страны передавались все части ВНОС в приграничной полосе. Однако это мероприятие не сыграло заметной роли в повышении эффективности борьбы с самолётами-нарушителями воздушного пространства страны.    

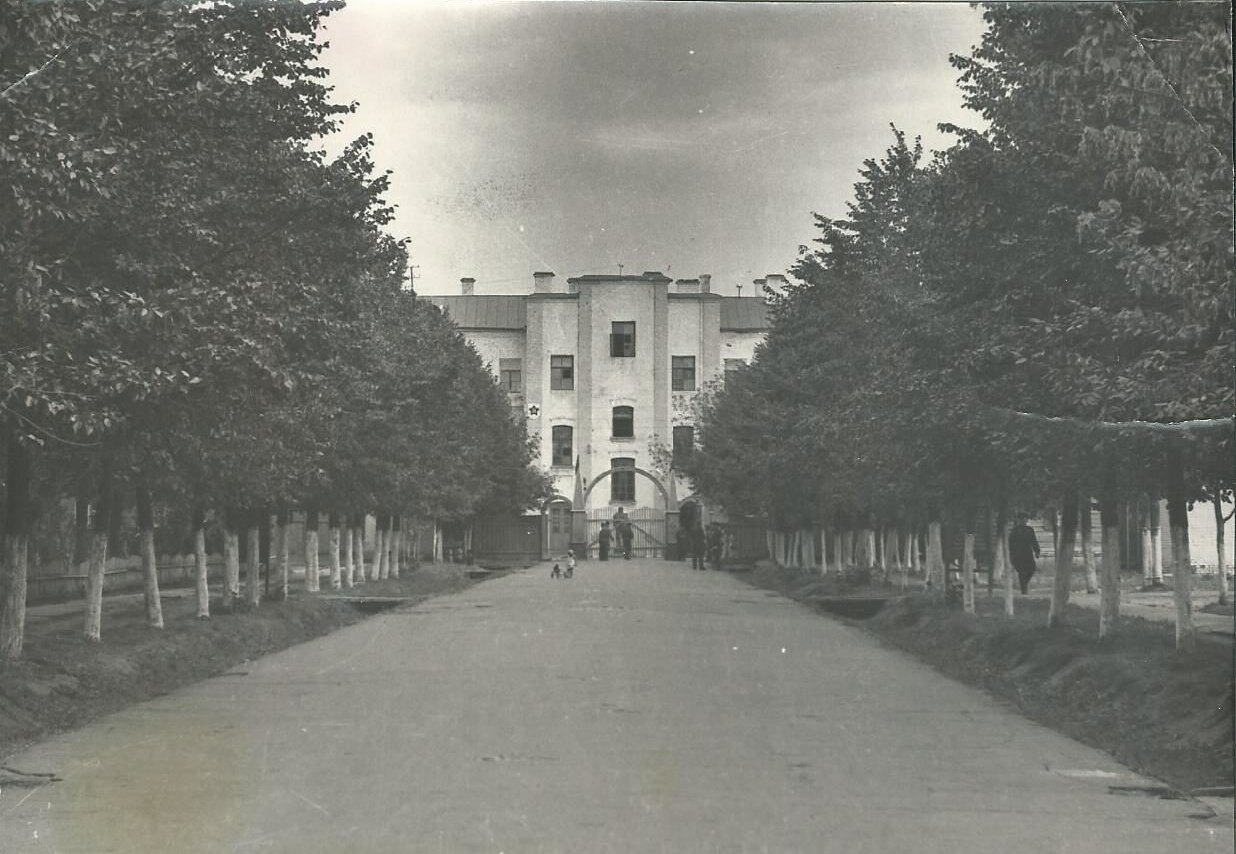
Центральная аллея на территории ДОСов, здание штаба ГРТУ ПВО, г. Горький

Директивой начальника Генерального штаба Советской Армии генерала армии С. М. Штеменко от 30 июня 1951 года № ОРГ/10/675527 на базе Горьковского Краснознамённого военно-политического училища имени М. В. Фрунзе (в военном городке "Тобольские казармы") с 15 октября 1951 года началось формирование Горьковского радиотехнического училища войск ПВО страны (ГРТУ ПВО), по подготовке офицерских военно-технических кадров по эксплуатации и боевому применению станции наведения ракет ЗРС С-25 "Беркут". Продолжительность обучения в училище 3 года. Работа по формированию ВУЗа проводилась в обстановке строгой секретности, под контролем военной контрразведки. По этой причине до 1958 года "открытое" наименование ГРТУ ПВО – войсковая часть 71541.  
Структурно в ГРТУ ПВО входили: управление, политический и учебный отделы, циклы, подразделения курсантов (дивизионы, батареи, взвода) и офицеров слушателей, подразделения обеспечения и обслуживания учебного процесса.  
В августе 1951 года первым начальником Горьковского РТУ ПВО назначен полковник Л. Н. Пирогов, энергичный, инициативный, всесторонне грамотный офицер. В годы Великой Отечественной войны командовал зенитно-артиллерийским полком, награждён двумя орденами Красного Знамени, Орденами Александра Невского, Отечественной войны I степени, Красной Звезды и медалями. Полковник Л. Н. Пирогов имел не малый опыт организации учебного процесса. До перевода в г. Горький  возглавлял курсы усовершенствования офицерского состава при Харьковской ордена Отечественной войны I степени радиотехнический академии им. Л. А. Говорова. Согласно приказу ГРТУ ПВО № 1 от 13 октября 1951 года полковник Л. Н. Пирогов приступил к исполнению обязанностей начальника училища (в 1951-1958-х годах).  Полковнику Л. Н. Пирогову, имевшему опыт руководства учебным заведением, пришлось немало приложить сил для сплочения нового коллектива, для создания в сравнительно короткие сроки материально-технической базы ВУЗа. Вскоре, полковник Л. Н. Пирогов завоевал уважение не только среди личного состава, но и в коллективах партийных, советских, хозяйственных организаций г. Горького.  
Поскольку работы по созданию (разработке) и государственным испытаниям  ЗРС С-25 "Беркут" ещё не закончились, на первых порах обучение курсантов в ГРТУ ПВО осуществлялось по двум специальностям: радиотехническая (эксплуатация и боевое применение радиолокационных станций наведения) для службы ВНОС; артиллерийская (эксплуатация и боевое применение станции орудийной наводки и приборов управления артиллерийским зенитным огнём) для службы в зенитной артиллерии. 
Командиры и преподаватели отслеживали быстро меняющуюся ситуацию в войсках, на ходу переучивались сами, учили и переучивали курсантов, организовывали переподготовку войсковых офицеров. Только спустя десятилетия появилась возможность реально оценить роль офицеров – эксплуатационников. Их набирали в ВУЗ из числа солдат и сержантов второго и третьего года службы, принимавших и в какой-то мере обслуживавших новую технику в войсках. Шестимесячный курс обучения посвящался в основном практике технического обслуживания и боевого применения нового вооружения. Многие из них становились в последствии мастерами своей профессии, заканчивали ВУЗы и занимали в войсках высокие руководящие должности. Уже первые выпуски подтвердили, что ГРТУ ПВО способно готовить высококвалифицированных офицеров. 
Силами личного состава ВУЗа создавалась и совершенствовалась учебно-материальная база. Преподаватели без всяких учебно-методических пособий читали курсантам лекции, вкладывая душу в их обучение и воспитание. По становлению и развитию учебно-воспитательного процесса самоотверженно работали все управленцы и преподаватели, партийные и комсомольские организации отделов, циклов и подразделений.
В процессе изучения новой техники преподаватели не забывали о совершенствовании своего научно-методического мастерства. Расширялись связи с другими родственными по профилю подготовки офицеров учебными заведениями, организовались научно-технические кружки, установилась творческая связь офицеров и курсантов с научно-технической общественностью Горьковского государственного университета им. Н. И. Лобачевского.
Создавая учебно-лабораторную базу в основном силами собственных изобретателей и рационализаторов, преподавательский состав преуспел в создании экспериментальных образцов приёмо-передающих систем телецентра. На тот момент в стране функционировало всего три телецентра - в Москве, в Ленинграде и в Харькове (любительский). Весной 1953 года начальник ГРТУ ПВО полковник Л. Н. Пирогов обратился в городской комитет партии и в горисполком г. Горького с предложением создать силами группы офицеров ВУЗа любительский телецентр. Идея была очень смелой, поскольку в городе были более авторитетные высшие учебные заведения и научные центры. Предложение поддержали и обещали помочь. Многие предприятия города сочли для себя честью внести посильный вклад в создание Горьковского любительского телецентра ГРТУ ПВО.   
30 апреля 1953 года, рядом с клубом ГРТУ ПВО возведена 40-метровая ажурная мачта с трёхъярусной передающей антенной. Инициативной группой талантливых радиолюбители-офицеров, на базе ВУЗа был развёрнут любительский телецентр. 11 мая 1953 года в эфир вышла первая телепередача Горьковского малого телевизионного центра (ГМТЦ), ставшего четвёртым в стране. Первые телепередачи представляли собой трансляцию кинофильмов. Большой радиус уверенного приёма обеспечивался точно рассчитанной многоярусной антенной и удачным её расположением на высоком берегу Оки. Приём передач ГМТЦ осуществлялся не только в Горьком, но и в Городце, Дзержинске, Кстово и других городах области. Сигнал принимали в г. Муроме Владимирской области. Популярность ГМТЦ ГРТУ ПВО быстро росла. Для обмена опытом ГМТЦ посетили  радиолюбители из Краснодара, Архангельска, Новосибирска, Перми, Свердловска, Ташкента и других городов страны.  
ГМТЦ ГРТУ ПВО совершенствовался, его приёмная сеть стремительно росла. По инициативе полковника Л. Н. Пирогова проводились исследования возможностей приёма передач Московского телецентра и их ретрансляции через ГМТЦ. В итоге была найдена необходимость самолётного ретранслятора. Результаты исследований были реализованы. В определённое время суток самолёт барражировал примерно на средине трассы радиосигнала Москва – Горький. При помощи специального гирокомпаса бортовые антенны были сориентированы – приёмная на Москву, а передающая на Горький. ГМТЦ усиливал и ретранслировал принятый сигнал. В результате Московские вечерние передачи смотрели далеко за пределами г. Горького. 

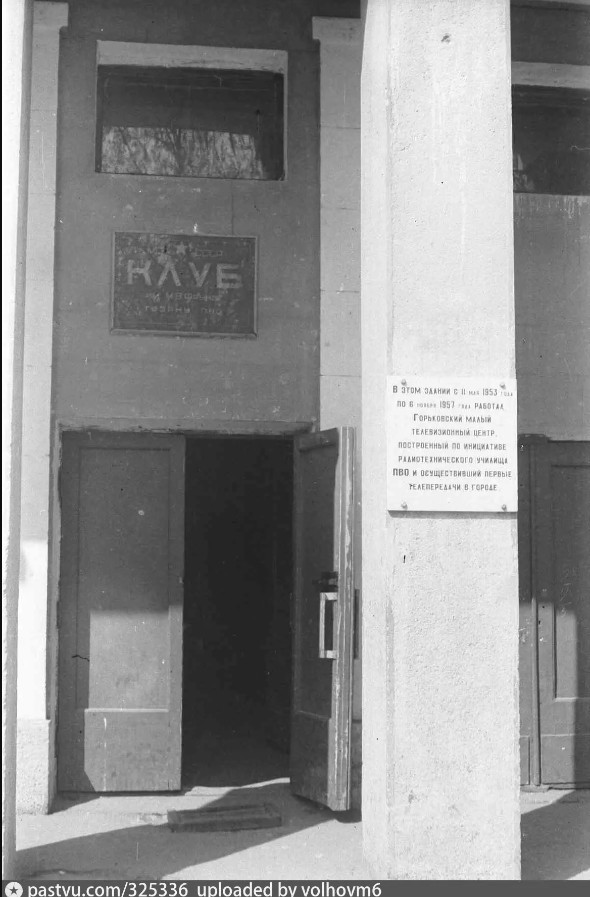
ГМТЦ, памятная доска на фасаде клуба им. М.В. Фрунзе. ГРТУ ПВО, г. Горький

ГМТЦ в ГРТУ ПВО проработал более четырёх с половиной лет, до 7 ноября 1957 года, а после введения в эксплуатацию типового телецентра долгое время выполнял роль резервного телецентра города. Работа имела существенное значение. Наш опыт способствовал распространению и развитию телевидения в общегосударственном масштабе, подготовке технических кадров для "будущего" областного государственного телевидения. Окрепли также научные и производственные связи ВУЗа, его авторитет.
20 июня 1953 года приказом Министра обороны СССР "О мероприятиях по улучшению организации противовоздушной обороны Союза ССР" районы воздушной обороны приграничной линии были упразднены, на их базе созданы управления ПВО военных округов, которые включались в состав Войск ПВО страны. На командующего последними была возложена ответственность за ПВО и руководство силами и средствами ПВО на всей территории СССР.
В конце 1953 года ГРТУ ПВО посетил начальник управления ВУЗов ПВО генерал-майор А. А. Осипов, и на совещании руководящего состава ВУЗа поставил задачи по переходу на новые учебные планы программы связанные с обучением специалистов для ЗРК С-25. С января по апрель 1954 года проведены мероприятия по пересмотру содержания дисциплин и перераспределению учебного времени, реорганизация циклов с определением требований к практической и теоретической подготовке курсантов по новой специальности. 
27 мая 1954 года постановлением Совета министров СССР и ЦК КПСС "О безнаказанных полётах иностранных самолётов над территорией СССР" руководство Войсками ПВО страны и службой ВНОС и ответственность за ПВО были возложены на Министерство обороны СССР. Для непосредственного руководства ею учреждалась должность главнокомандующего Войсками ПВО страны, он же заместитель министра обороны СССР. На эту должность назначен Маршал Советского Союза Л.А. Говоров. Его назначение оказало громадное влияние на жизнь и деятельность военных учебных заведений Войск ПВО. 
Постановлением от 28 мая и приказом Министра обороны СССР от 14 июня 1954 года "О реорганизации структуры войск ПВО страны" вместо районов и управлений ПВО в приграничных военных округах, а также в глубине страны воссоздавались оперативные объединения (округа и армии) и оперативно-тактические соединения (корпуса, дивизии) ПВО, включавшие в свой состав все рода войск. В этот период совершенствуются также вооружение, боевая техника и организация войск в тактическом звене. Новые образцы вооружения поступают в авиационные и радиотехнические части Войск ПВО.
В июле 1954 года, в целях улучшения полевой выучки личного состава, с курсантами первого курса ГРТУ ПВО впервые был проведён 30-дневный лагерный сбор на левом берегу реки Ока близ посёлка Решетиха. Маршрут движения курсантов: автоколонной "Тобольские казармы" – деревня Щербинки, затем паромной переправой на противоположный берег реки Ока. С этого времени полевые выходы для курсантов первого курса стали традиционными. Кроме посёлка Решетиха подразделения курсантов выезжали железнодорожным транспортом в Гороховецкие лагеря (Владимирская область) и в район г. Дзержинска.
В 1954 году в ГРТУ ПВО для развития научно-технического прогресса было создано отделение Научно-технического общества радиотехники, электроники и связи им. А.С. Попова, члены этого отделения ежегодно принимали участие во Всесоюзных научно-технических конференциях в Москве, Ленинграде, Харькове и других городах СССР. Стараниями офицеров-подвижников авторитет ВУЗа вышел за пределы города и области. 
В ноябре 1954 года в ВУЗе проведена первая научно-техническая конференция по вопросам устройства и функционирования телевизионной техники. Доклад о строительстве и работе ГМТЦ на базе ГРТУ ПВО вызвал огромный интерес её участников. Их удивляло, что самое сложное оборудование, включая передающие камеры, были смонтированы энтузиастами инициативной группы ВУЗа.
Неоднократным лауреатом Всеармейского фестиваля самодеятельного творчества становился хоровой коллектив ВУЗа. ВУЗ являлся центром военно-патриотического воспитания. Что касается массовой спортивной работы, то по установившейся традиции, ГРТУ ПВО всегда было в числе лучших, не только в Войсках ПВО, но и в Вооружённых силах в целом.
Наряду с совершенствованием методов теоретической и практической подготовки обучаемых, их полевой выучки, культурно-эстетическое воспитание было организовано также на высоком уровне. Центром культурно-просветительной работы был клуб ГРТУ ПВО. При нём работали танцевальные и хореографические кружки, кружки художественной самодеятельности. Частыми были тематические вечера, в которых активно участвовали студенты учебных заведений и рабочая молодёжь города. Любимым местом самостоятельных занятий курсантов была библиотека ВУЗа. Книжный фонд библиотеки насчитывал около 126 тысяч экземпляров художественной литературы, в том числе подшивки газет и журналов. Субботние и воскресные дни в библиотеке были рабочими. В будние дни курсант имел возможность посетить читальный зал библиотеки всего лишь на час-полтора. "Мешал" жёсткий распорядок дня. Самостоятельная подготовка к занятиям была организованной и обязательной. Эта неотъемлемая составляющая учебного процесса в средине 80-х носила, к сожалению, уже условный характер. А при генерале Л. Н. Пирогове  все составляющие учебного процесса были святы и неприкосновенны.
С середины 1950-х годов началось интенсивное развитие зенитных ракетных войск, составивших основу огневой мощи ПВО. 7 мая 1955 года постановлением Совета министров СССР на вооружение Войск ПВО страны принята первая зенитная ракетная система С-25 "Беркут", а также закончено формирование частей, предназначенных для зенитно-ракетной обороны Москвы. В июле того же года приказом министра обороны СССР армия ПВО особого назначения (1-я армия ПВО ОН), включавшая в себя четыре корпуса, вошла в состав Московского округа ПВО. С принятием в октябре 1954 года правительственного постановления "О создании зенитной батареи системы С-75" развернулись работы по завершению конструирования и поставке в войска новых зенитных ракетных комплексов, способных совершать манёвр на новые позиции своим ходом или перевозкой по железной дороге.  
В июле 1956 года на боевое дежурство заступила ЗРС С-25 . В Войсках ПВО страны появился новый род войск – зенитные ракетные войска (ЗРВ). Два эшелона (56 зенитно-ракетных полков 1-й армии ПВО ОН, вооружённые первой отечественной объектовой многоканальной стационарной системой противовоздушной обороны (ПВО) средней дальности стационарной ЗРС С-25 "Беркут" ЗРК С-25) рассредоточили на удалении 45–50 и 85–90 км от центра Москвы, обеспечивая защиту объектов и поражение воздушных целей потенциального противника на глубине 100 километров и досягаемостью по высоте около 25 километров. 
В мае 1957 года была начата разработка зенитного ракетного комплекса С-125. В конце этого года передвижной комплекс средней дальности С-75 ("Двина") был принят на вооружение. 
В 1957–1959-х годах, из материалов, предоставленных городом, силами будущих квартирантов и солдат батареи обслуживания, для решения жилищной проблемы 32-х семей офицеров ВУЗа, хозяйственным способом ("Народная стройка" или "Горьковский метод") на территории ДОСов городка построены четыре двухэтажных жилых дома общей площадью 1250 кв. метра. В 1961 году заселён ещё один 4-х этажный 32-квартирный дом. В жилой зоне военного городка, на территории домов офицерского состава (ДОС) функционировали два магазина, столовая военторга со складом, детский сад на 50 мест, отделение связи (№ 23), парикмахерская, открытая автомобильная стоянка. 
В феврале 1958 года начальнику Горьковского РТУ ПВО полковнику Л. Н. Пирогову присвоено очередное воинское звание генерал-майор инженерно-технической службы. В 1958 году генерал-майор Л. Н. Пирогов  возглавил Артиллерийскую радиотехническую академию им. Маршала Советского Союза Л. А. Говорова. Начальником Горьковского РТУ ПВО назначен полковник В. А. Трошин (в 1958–1962-х годах), офицер с богатым боевым опытом и опытом работы в ВУЗах. В 1959 году начальнику ГРТУ ПВО полковнику В. А. Трошину присвоено очередное воинское звание генерал-майор. 
Прочная связь с войсками положительно сказалась на практическом обучении курсантов. Стали популярными новые войсковые традиции: поражать цель первой ракетой; уничтожать воздушного противника с первой атаки; быть боеготовыми постоянно. 1 мая 1960 года в воздушное пространство Советского Союза вторгся американский самолёт-разведчик «Локхид – U-2». Пилот самолёта Френсис Пауэрс выполнял задачу на воздушную разведку крупных промышленных объектов и системы ПВО Урала. Вылетев с пакистанского аэродрома Пешавар, самолёт-разведчик прошёл над территорией космодрома Байконур, рядом с военными и промышленными объектами, расположенными на территории Казахстана и Южного Урала. Пилот был уверен в том, что его самолёт недосягаем для советских средств ПВО, поскольку полёт проходил на высоте 24 километра. Чётко и уверенно действовали боевые расчёты командного пункта и подразделений 57-й зенитной ракетной бригады. При входе самолёта в зону огня на высоте свыше 20 тысяч метров боевым расчётом (БР) зенитного ракетного дивизиона (ЗРДН) произведён пуск одной зенитной управляемой ракеты (ЗУР) ЗРК-75, подрывом боевой части (БЧ) ЗУР цель была уничтожена. Указом Президиума Верховного Совета СССР группа воинов-ракетчиков, успешно выполнивших боевое задание Советского Правительства по защите воздушных рубежей Родины, награждена орденами и медалями. В числе награждённых - старший лейтенант Г. Д. Букин (с отличием закончил ГРТУ ПВО в 1957 году) удостоен Ордена Красной Звезды. 
Реально оценивая международную обстановку и уровень научно-технических достижений, Советское правительство предприняло ряд неотложных мер по укреплению ПВО страны. ПВО страны приобрела большую глубину, стала многоэшелонной и более манёвренной. На вооружение Войск ПВО поступала новая боевая техника: зенитная артиллерия оснащалась зенитно-ракетными комплексами (ЗРК); истребительная авиация (ИА) осваивала новые реактивные истребители; новую радиоэлектронную технику получали радиотехнические войска (РТВ) и подразделения связи. В этой связи 8 июля 1960 года в составе Вооружённых Сил СССР создан новый род войск – зенитно-ракетные войска (ЗРВ).  
С 1960 года формируются корпуса и дивизии ПВО новой организации. Соединения родов войск, а в объединениях ПВО и штабы этих родов войск ликвидируются. Число крупных объединений и соединений ПВО сокращалось почти в 2 раза. В составе Войск ПВО страны имелось два округа и семь отдельных армий ПВО, включавших 16 корпусов и 18 дивизий ПВО. На 1961 год планировалось создание ещё трёх дивизий. Округа и отдельные армии ПВО стали состоять из корпусов и дивизий ПВО, сформированных по общевойсковому принципу из соединений и частей ЗРВ, зенитной артиллерии, ИА, РТВ и специальных войск. На отдельных направлениях были созданы зенитные ракетные заслоны (рубежи) из смешанных группировок ЗРВ (зенитные ракетные дивизионы С-75 и С-125).  
Вводилась более простая, экономичная и гибкая система управления Войсками ПВО страны. Округа и отдельные армии ПВО развёртывались на основных оперативно-стратегических направлениях, каждое на площади около 1500x1500 км и более. Обеспечивалось широкое применение систем автоматизированного управления, охват всей территории страны районами применения активных родов войск ПВО.
Созданная в эти годы система ПВО с отдельными дополнениями просуществовала до 1978 года. В этот же период благодаря согласованной деятельности учёных, коллективов конструкторов и производственников в состав Войск ПВО страны вошли силы и системы ракетно-космической обороны, и в общей системе обороны государства Войска ПВО фактически стали войсками воздушно-космической обороны (ВКО).
В мае 1961 года в частях ПВО принят на вооружение ЗРК С-125 ("Нева"), предназначенный для борьбы с воздушными целями на малых высотах. Начались работы по созданию ЗРС дальнего действия С-200 "Ангара", принятой на вооружение в 1967 году. 
В 1960 году ГРТУ ПВО вошло в состав Московского округа ПВО. 
В 1961 году ГРТУ ПВО посетил командующий войсками Московского округа ПВО генерал армии П. Ф. Батицкий. Ознакомившись с учебно-материальной базой и организацией учебного процесса училища, П. Ф. Батицкий дал ряд полезных указаний и советов. Потребовал создать свой полевой учебный центр, заменить печное отопление водяным, повысить качество практической подготовки курсантов. 

В 1961 году ГРТУ ПВО передана позиция, расформированного подразделения 78-й (Горьковской) зенитной артиллерийской дивизии ПВО, для создания собственной учебной лагерной базы училища. Позиция будущего полевого учебного центра располагалась на поляне, окружённой сосновым лесом (на расстоянии 28 километров от "Тобольских казарм"), вблизи деревни Золотово Борского района, в 800-х метрах от реки Линда с живописными берегами и многочисленными лугами, созданными для полевой учёбы. В кратчайшие сроки на учебной позиции возвели: штаб, медпункт, столовую, летние классы, места для хранения оружия, инженерный и химические городки.  

Генерал-майор С. П. Колесниченко начальник ГРТУ ПВО в 1962–1967-х годах

В сентябре 1962 года начальником Горьковского РТУ ПВО назначен полковник С. П. Колесниченко (в 1962–1967-х годах, в дальнейшем генерал-майор), который также имел продолжительный боевой опыт и не мало боевых наград. После Великой Отечественной войны ему пришлось непосредственно перевооружать подразделения и части Войск ПВО. Он хорошо знал цену профессионализма командиров, их нравственным и боевым качествам. Большой служебный и жизненный опыт позволили новому начальнику училища внести много нового в учебно-воспитательный процесс. Это был вдумчивый аналитик, замечательный организатор и практик, образованный офицер. Он живо подмечал сильные стороны подчинённых и умело использовал их в учебно-воспитательной работе с курсантами. Он был нравственно воспитанным офицером и обладал высокой культурой. Был чрезвычайно требовательным к себе и подчинённым, но голоса не повышал. Говорил спокойно, не громко, но его слышали всегда. Ему принадлежит важная роль в совершенствовании учебно-материальной базы. 
15 октября 1961 года Горьковское РТУ ПВО отметило своё 10-летие.
В 1964 году его распоряжением на территории ВУЗа был создан комплекс рабочих мест, отвечающих требованиям войск. В том числе были построены две пусковые установки ЗРК С-25 и пункт управления стартом. Появилась возможность проводить занятия по приёму и установке ракет на пусковые столы и с помощью имитационной аппаратуры имитировать их пуск. На позиции учебного центра ГРТУ ПВО в "Золотово" были развёрнуты радиолокаторы разведки и целеуказания, аппаратура сопровождения цели и наведения ракет, три стартовые площадки, пункт управления стартом, пункт заправки ракет компонентами топлива и сжатым воздухом. С 1968 года выпускные экзамены по "спецдисциплинам" проводились на полигоне учебного центра ВУЗа.

Генерал-майор В. Ю. Вундер начальник ГРТУ ПВО, ГЗРУ ПВО, ГВЗРКУ ПВО в 1967–1982-х годах

В августе 1967 года начальником Горьковского РТУ ПВО назначен В. Ю. Вундер (в 1967–1982-х годах), сорокатрехлетний полковник, закончивший Командную академию ПВО и Академию генерального штаба. Фронтовик. Награждён орденом Александра Невского, тремя орденами Красной Звезды, двумя орденами Отечественной войны 1-й степени и орденом Отечественной войны 2-й степени и медалями. В 1970 году ему присвоено очередное воинское звание генерал-майор. В должности начальника училища В. Ю. Вундер прослужил пятнадцать лет. 
В этот период под воздействием научно-технической революции в войсках и в ВУЗе произошли существенные перемены. К концу 60-х ВУЗ готовило специалистов исключительно для ЗРВ ПВО.
12 апреля 1968 года Приказом министра обороны СССР маршала А. А. Гречко Горьковское РТУ ПВО переименовано в Горьковское зенитно-ракетное училище ПВО (ГЗРУ ПВО). ВУЗ перешёл на подготовку офицерских технических кадров для ЗРВ ПВО по эксплуатации зенитно-ракетных комплексов С-200 и С-300.  
В 1969 году авторскими коллективами Военной командной академии ПВО (ВКА ПВО), во главе с Ф. К. Неупокоевым, издан фундаментальный учебник "Тактика ЗРВ" (первое издание), второе в 1978 году. 

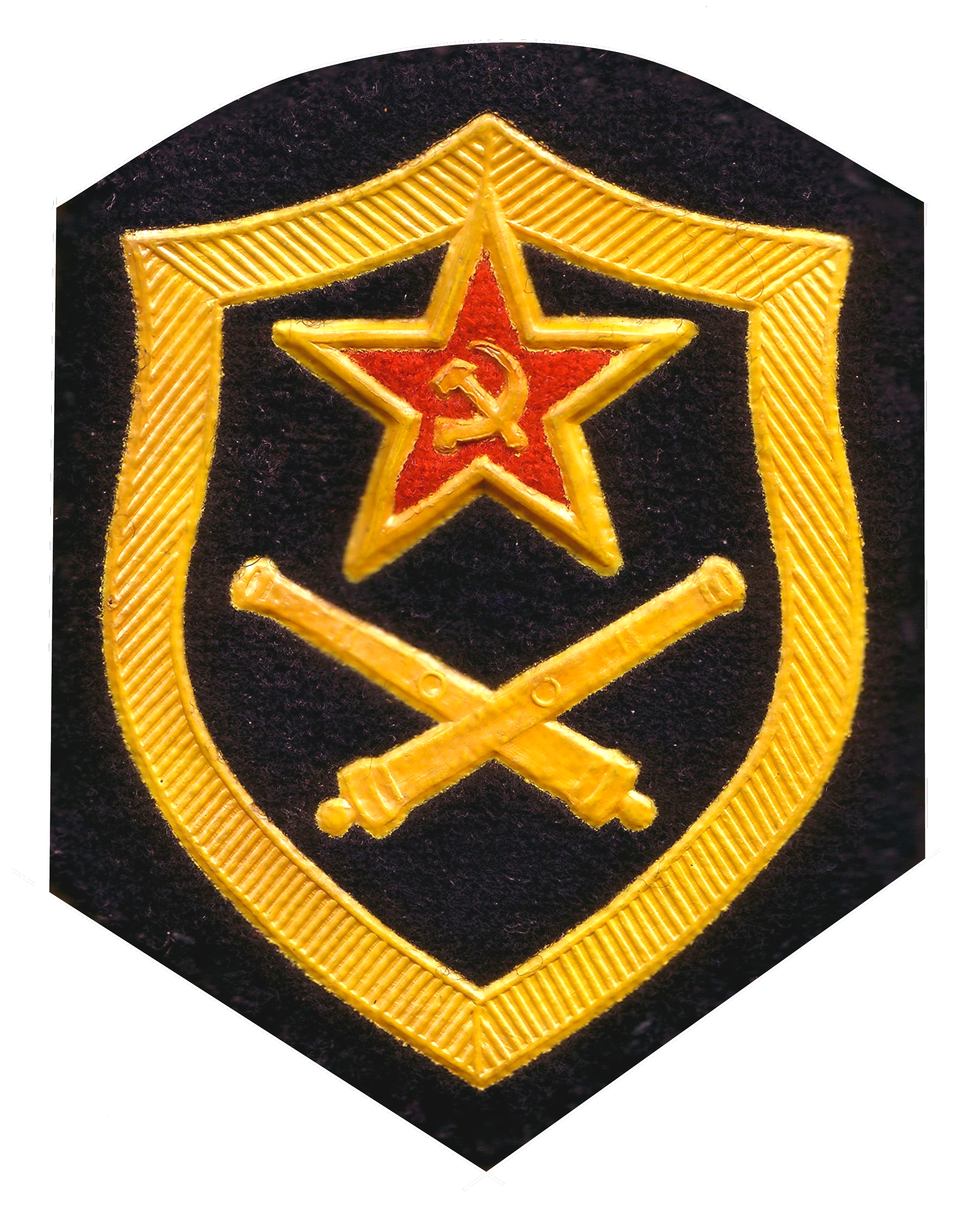
Нарукавный знак «Ракетные войска и артиллерия»

Приказом Министра обороны СССР от 30 мая 1969 году № 417 "Об улучшении формы одежды военнослужащих Советской Армии и Военно-Морского Флота" для сержантов, солдат и курсантов военных училищ введены нарукавные знаки, погоны, нашивки (по годам обучения) и эмблемы на погонах повседневного и парадно-выходного обмундирования. 
В 1970 году вышла в свет первая монография начальника кафедры тактики и вооружения ЗРВ ВКА ПВО Ф. К. Неупокоева "Стрельба зенитными ракетами", в которой глубоко и обоснованно излагались вопросы теории стрельбы ЗУР. Это было первое открытое издание в войсках ПВО по данной тематике. Дважды (в 1970 и 1974 годы) разработаны проекты Боевого устава ЗРВ ПВО, которые базировались на новых научных положениях по боевому применению ЗРВ с учётом поступления в войска более совершенных и эффективных систем вооружения и опыта локальных войн в 1965–1973-х годах. Спустя годы монографии "Стрельба зенитными ракетами" и "Противовоздушный бой" (1988 года) по-прежнему востребованы как обучающимися, так и преподавателями, доказывая их научную ценность. 
В 1971 году вышла книга "Горьковское зенитное ракетное училище ПВО" (краткий очерк истории), в которой впервые был обобщён опыт работы коллектива ВУЗа по подготовке офицерских кадров для частей ПВО. 15 октября 1971 года Горьковское ЗРУ ПВО отметило своё 20-летие. 
Поступление на вооружение ЗРВ ПВО новых образцов ЗРК С-200 и С-300 с бортовыми цифровыми спецвычислителями, представляющих собой воплощение передовой научной мысли требовали новые подходы в их изучении. В ГЗРУ ПВО прошли первые раздельные наборы, т.е. часть набора курсантов начинали готовить по специализациям ЗРК С-300. ЗРК С-300 относился к боевой технике четвёртого поколения с повышенной степенью помехозащиты и по сложности построения был близок к космическим аппаратам. По боевым возможностям ему не было и нет равных в мире. Американский подвижный всепогодный ЗРК "Пэтриот" по основным параметрам боевого применения уступает ЗРК С-300.
Для освоения ЗРК С-300 требовалась переработка учебных программ всех наукоёмких и военно-инженерных учебных дисциплин. На уровне среднего образования освоить их было невозможно. Именно поэтому решением Политбюро ЦК КПСС, подтверждённым постановлением Советского правительства, все средние военно-учебные заведения были переведены на высшие с четырёхгодичным сроком обучения.  
3 июля 1974 года, в районе 17–18 часов, над  г. Горьким прошёл разрушительный смерч. Он сформировался в районе поселка Дубенки, прошел через метеостанцию Мыза, жилые кварталы Приокского района, пересек реки Оку и Волгу и ушёл в Заволжье. Скорость ветра достигала 48 м/с, были зафиксированы град, ливень и сильные порывы (за 100-летний период метеорологических наблюдений в г. Горьком скорость ветра более 36 м/с не наблюдалась). Смерч нанес значительный ущерб городу, срывая крыши, выбивая окна и повалив деревья. Повреждения получили около сотни домов в городе. Некоторым зданиям требовалось серьезное восстановление. Сильнее всех от смерча досталось жилому 30-квартирному дому  ГВЗРКУ ПВО, которое находилось на территории "Тобольских казарм". Смерч полностью разрушил стену дома и сорвал крышу. 
Вскоре на территории ДОСов городка, на месте разрушенного 30-квартирного дома построен 75-квартирный панельный дом. К тому времени, на территории ДОСов функционировали два магазина "военторга" (продовольственный и промтоварный), столовая "военторга со складом, детский сад на 50 мест, отделение связи (№ 23), парикмахерская, открытая автостоянка. На административной территории "Тобольский казарм" построена 2-х этажная столовая для переменного состава на 1200 мест, учебный корпус (№ 15а) специальных кафедр, вычислительный центр, автомобильный парк, котельная, ангар для парка материальной части, физкультурно-оздоровительный комплекс.
В августе 1974 года Горьковское ЗРУ ПВО перепрофилировано и переименовано в Горьковское высшее зенитно-ракетное командное училище ПВО (ГВЗРКУ ПВО) и начало подготовку офицеров-техников-эксплуатационников для зенитно-ракетных систем нового поколения С-300П (переход на четырехлетний срок обучения). ГВЗРКУ ПВО стало пионером в освоении этих комплексов среди высших военно-учебных заведений ПВО.

ГВЗРКУ ПВО объявляет приём абитуриентов на 1 курс

В этих условиях личный состав ВУЗа приступил к решению новых серьёзных задач: освоение профессорско-преподавательским составом нового образца вооружения, основ его боевого применения и эксплуатации; модернизация учебно-материальной базы кафедр, оборудование специализированных классов и учебного центре "Золотово" новыми образцами вооружения и военной техники; разработка научных основ учебных дисциплин с учётом нового вооружения, особенностей его построения, эксплуатации и боевого применения; разработка и издание новых учебных пособий по дисциплинам кафедр; изучение, обобщение и внедрение в учебный процесс опыта локальных войн и конфликтов в 1960–1970-х годах во Вьетнаме и на Ближнем Востоке и др.
Потребовались новые научно подготовленные кадры. Академические адъюнктуры увеличили набор. ВУЗы заведения поставляли, сколько могли, собственных учёных средней квалификации. Гражданские высшие учебные заведения г. Горького обеспечили кандидатами наук общеобразовательные наукоёмкие учебные дисциплины. Преподавательский состав ГВЗРКУ ПВО развил бурную научно-исследовательскую деятельность с выходом на защиту кандидатских диссертаций. Появились новые научные кадры, патриоты-подвижники, вкладывающие душу в совершенствование учебно-воспитательного процесса.

За заслуги Войск ПВО в годы Великой Отечественной войны, а также за выполнение особо важных задач в мирное время, Указом Президиума Верховного Совета СССР от 20 февраля 1975 года учреждён ежегодный праздник  "День войск ПВО", проходящий 11 апреля.

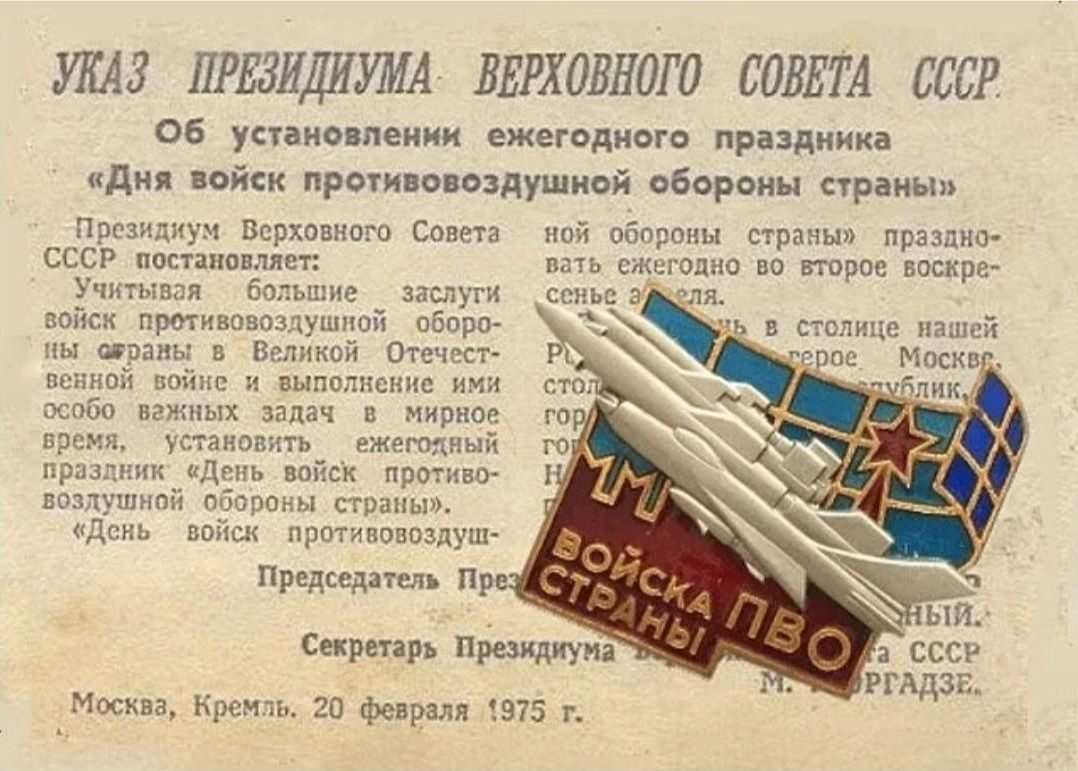
Указ Президиума Верховного Совета СССР "Об установлении ежегодного праздника Дня войск ПВО" в 1975 году

Очередная реорганизация системы и войск противовоздушной обороны в 1978-1980-х годах вернула их к уже вводившейся и отвергнутой войной и послевоенной деятельностью структуре. Приграничные округа и армии ПВО были расформированы, их корпуса и дивизии ПВО без истребительной авиации переданы в военные округа. Войска ПВО страны в 1980 году реорганизованы в Войска ПВО. (с января 1986 года эта система была отменена (кроме названия войск), и вновь восстанавливались отдельные армии ПВО)).  

Смысловой и художественной доминантой "Тобольских казарм" стал возведённый в 1977 году главный въезд в училище со стороны проспекта Гагарина. Каркас планировочной структуры составили два одноэтажных здания с расположенными под углом к проезжей части проспекта стенами-витражами. В них разместился контрольно-пропускной пункт (КПП) с кабинетом коменданта училища и комнатой посетителей. Соединяющая здания стена с металлическими воротами в центре была стилизована под развёрнутые знамёна и имитировала древнюю русскую крепость. По обе стороны ворот установлены макеты ракет, изготовленные на Горьковском машиностроительном заводе (№ 92), которые стали символом зенитно-ракетного училища. 

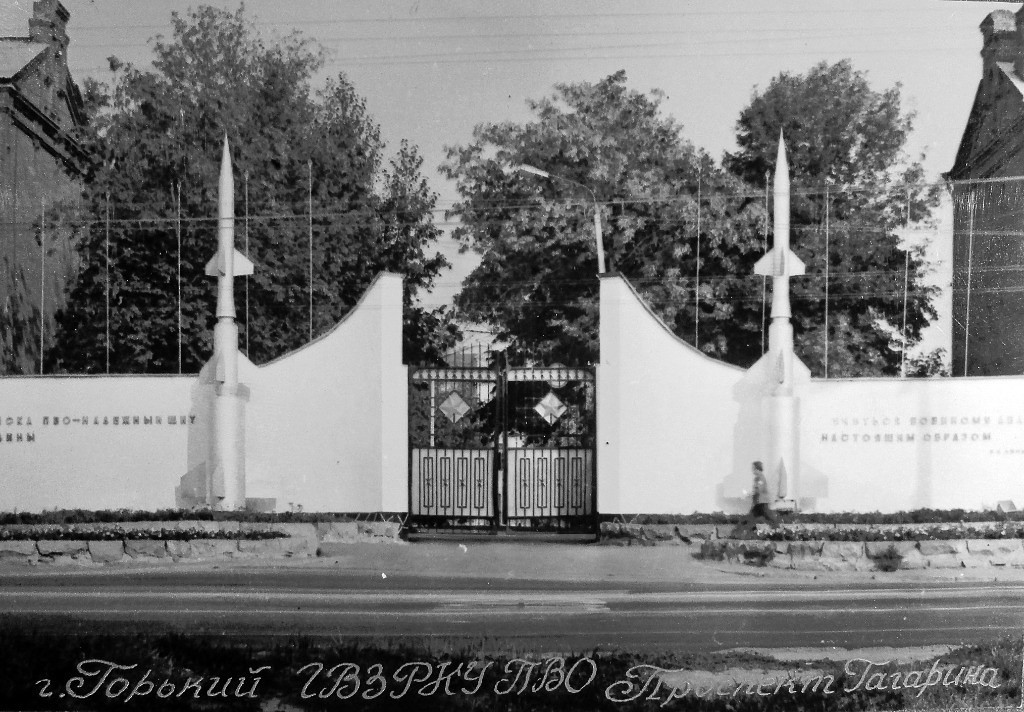
Центральный въезд в ГВЗРКУ ПВО, проспект Гагарина 60, г. Горький

В 1978 году на вооружение Войск ПВО страны поступила транспортируемая ЗРС С-300ПТ (она вытеснила старые аналоги 3РС С-25, С-75 и С-125). В средине 80-х годов – комплекс ЗРС С-300ПТ прошёл многочисленные модернизации, в результате, получив обозначение С-300ПТ-1. 
Указом Президиума Верховного Совета СССР от 1 октября 1980 году "День войск ПВО" перенесён на второе воскресенье апреля. 
15 октября 1981 году Горьковское ВЗРКУ ПВО отметило своё 30-летие. 
В 1982 году начальником Горьковского ВЗРКУ ПВО назначен заместитель командующего Уральской армией ПВО генерал-майор Г. И. Осьмачко, внёсший свежую струю в жизнь военно-учебного заведения (в 1982–1985-х годах). Исключительно требовательный и образованный генерал, он заметно активизировал работу всех служб и курсантских подразделений, взял под контроль командирскую подготовку офицеров-преподавателей, обеспечил прикладной характер её технической подготовки. Именно это и обеспечило завершение совершенствования учебных программ в кратчайшие сроки. Он развернул при училище первый вычислительный центр, оборудовал ангар со стартовым вооружением изучаемого ЗРК.
Новый начальник ВУЗа обладал дипломатическими способностями. При катастрофической нехватке учебных площадей строительство нового учебного корпуса было актуальным лет пятнадцать назад. Генералу Г. И. Осьмачко удалось добиться разрешения на строительство нового учебного корпуса, составить и утвердить проектно-сметную документацию строительства.  
1982 году на вооружение Войск ПВО (официальное наименование с 1980 года) поступил новый вариант комплекса ЗРС С-300ПТ – С-300ПС (самоходный комплекс) с рекордным временем развёртывания – пять минут.    
В 1982 году ЗРС С-25 "Беркут" снята с вооружения ВС СССР.    
24 ноября 1982 года принят Закон СССР "О государственной границе СССР". Статьёй 27 настоящего Закона – охрана государственной границы СССР на суше, море, реках, озерах и иных водоемах возлагалась на пограничные войска, а в воздушном пространстве – на Войска ПВО. Статья 37 определяла обязанности и права Войск ПВО. Статья 36 определяла – применение оружия и боевой техники при охране государственной границы СССР.
В январе 1985 году начальником училища назначен генерал-майор С. В. Давыденко (в 1985–1992-х годах). Талантливый генерал сумел подчинить своим замыслам волю всего коллектива ВУЗа. Имел большой опыт руководства частями и соединениями ПВО, знал значимые для вхождения в должность недостатки в подготовке выпускников ВУЗов. Основным из них была недостаточная практическая выучка выпускников. Ликвидации этого недостатка он отдал много сил. Его заботами полигон ВУЗа был оснащён несколькими комплектами функционирующей изучаемой боевой техники, после чего полигон превратился в постоянно действующий учебный центр для выпускных курсов.
Уже к началу 1985 года стало очевидным, что для самодостаточного изучения сложнейшего ЗРК С-300 с учётом необходимости подготовки офицера в общевойсковом плане четырёх лет обучения в ВУЗе – срок недостаточный. Осенью 1985 года на стол начальника ГВЗРКУ ПВО легла научно обоснованная докладная одного из начальников кафедр о необходимости пятилетнего срока обучения в ВУЗе. Генералом С. В. Давыденко вопрос был поднят на всеармейском совещании начальников военных вузов в Министерстве обороны СССР. Ответ был однозначным: "У государства нет пока средств".
1 апреля 1986 года в клубе им. М. В. Фрунзе произошёл пожар, в результате которого пострадала основная часть клуба. Дальнейшая эксплуатация здания клуба не представлялась возможной в виду его аварийного технического состояния. Здание признано непригодным для использования.  
В 1987 году сторону ДОСов (жилого городка), граничащую с проспектом Гагарина, окольцевали бетонным забором, который своим архитектурным стилем придал историческому облику "Тобольских казарм" определённый колорит и завершённость. 
1987 год – не самый лучший в истории войск ПВО. 28 мая самолёт Матиаса Руста совершил посадку на Красной площади в Москве (в 18.55). Это наглядно продемонстрировало уязвимость правовой основы для действий дежурных сил Войск ПВО. Стало очевидно, что задачи, возлагаемые на Войска ПВО были не выполнены. Сняты с должностей: три Маршала Советского Союза (среди них С. Л. Соколов, А. И. Колдунов), а также около 300 генералов и офицеров. Армия не знала такого кадрового погрома с 1937 года. 
За время своего существования Войска ПВО подверглись значительному количеству изменений организационно-штатной структуры, какого не было ни в одном из видов Вооружённых Сил. Некоторые из этих реорганизаций носили весьма кардинальный характер, что сказалось не лучшим образом на состоянии ПВО страны. Большие трудности и реорганизацию Войск ПВО пришлось пережить вместе со всеми вооружёнными силами в период распада Советского Союза и становления Российской Федерации. 
22 октября 1990 года Верховный совет РСФСР вернул г. Нижнему Новгороду его историческое название, утвердив переименование г. Горького в г. Нижний Новгород. В связи с переименованием города в октябре 1990 года ВУЗ переименовано в Нижегородское высшее зенитное ракетное командное училище ПВО (НВЗРКУ ПВО).  
Распад Советского Союза как единого государства в конце 1991 года, а вместе с ним единой системы и Войск ПВО СССР привёл к значительному снижению боеспособности войск ПВО в границах Содружества Независимых Государств. В 1991 году Войска ПВО, в связи с распадом СССР преобразованы в Войска ПВО Российской Федерации. 

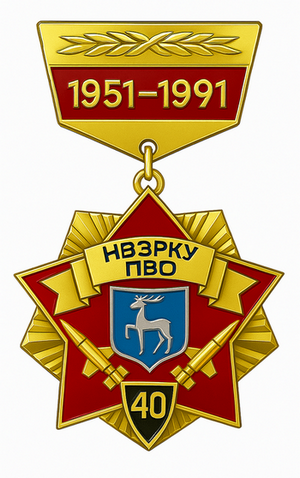
Юбилейный знак НВЗРКУ ПВО, 1991 год

15 октября 1991 года Нижегородское ВЗРКУ ПВО отметило своё 40-летие. 
С подписанием 7 мая 1992 году указа Президента Российской Федерации о создании Вооружённых сил Российской Федерации начался новый этап развития Войск ПВО. Последующее реформирование (а фактически сокращение) Вооружённых сил и в их составе Войск ПВО не привело, к сожалению, к восстановлению необходимого уровня защиты государства от воздушно-космического противника. 
В 1992 году директивой Генерального штаба Вооружённых сил РСФСР НВЗРКУ ПВО переведено на пятилетний срок обучения и начало подготовку офицеров-радиоинженеров. 
В 1992 году начальником Нижегородского ВЗРКУ ПВО назначен командир 16-го корпуса ПВО генерал-лейтенант Г. Л. Гончаров (в 1992–1999-х годах).  
В 1993 году на вооружение Войск ПВО поступил усовершенствованный вариант С-300ПС – С-300 ПМ. 
НВЗРКУ ПВО было определено базовым по подготовке специалистов ЗРК С-300. С 1993 года в ВУЗе начали функционировать собственная адъюнктура, учёный совет. прошли первые защиты докторских диссертаций. Наиболее квалифицированным преподавателям ВУЗа присваивались профессорские звания. В 1995 году на базе НВЗРКУ ПВО создано научное отделение Академии военных наук. 

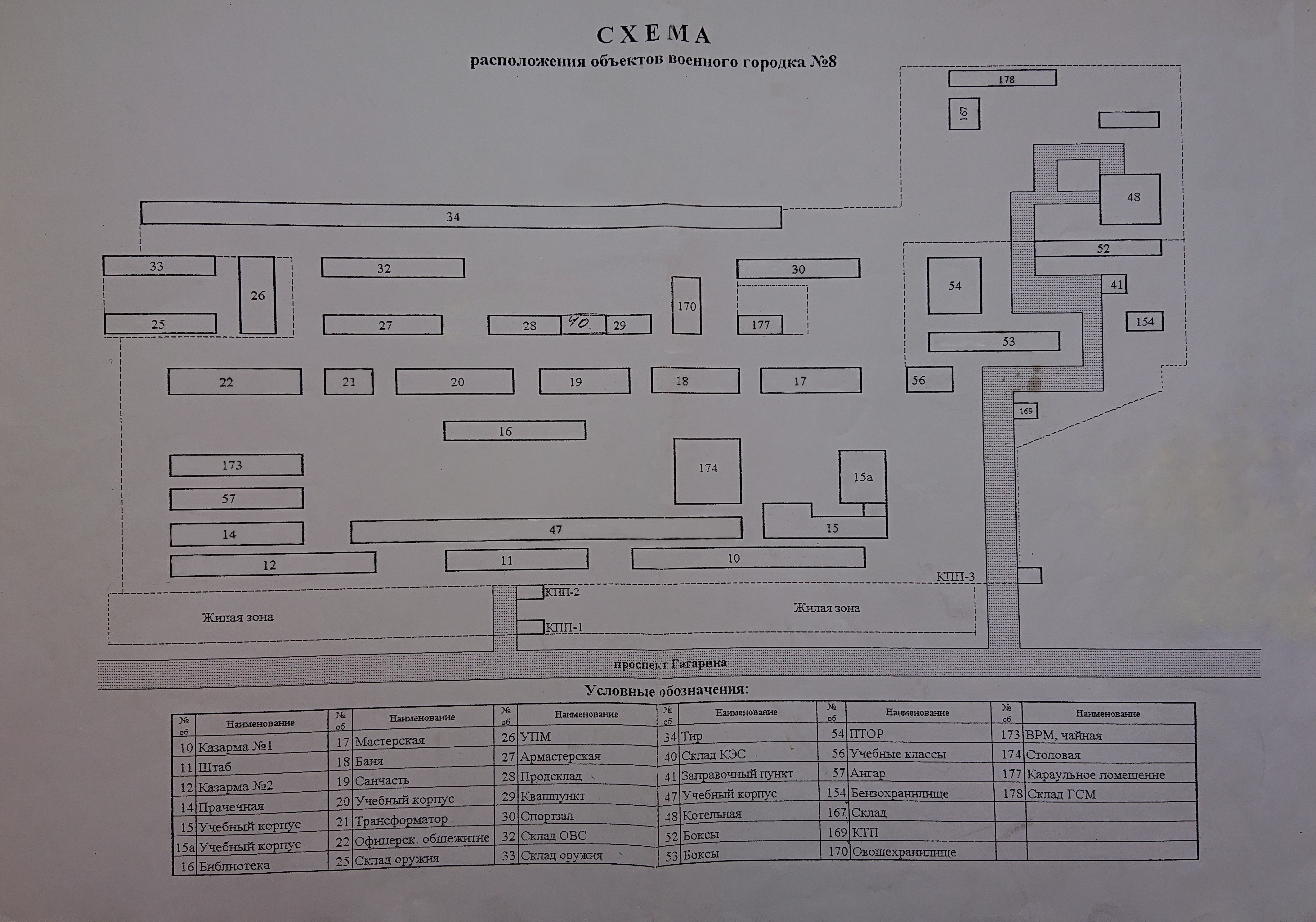
Схема расположения военного городка № 8 ("Тобольские казармы"), административная часть. НВЗРКУ ПВО, г. Нижний Новгород

Однако оставался прежний дефицит учебных площадей. К их ликвидации и переустройству никто не приступал. Это было самое слабое звено базового ВУЗа. Кроме того, с 1987 года, практически прекратилось оснащение Войск ПВО новым вооружением, а с 1991 года приостановлена модернизация учебно-материальной базы ВУЗа.
В начале 1994 года, по инициативе бывшего начальника ГВЗРКУ ПВО генерал-майора Г. И. Осьмачко началась работа по формированию совета ветеранов училища. 24 февраля 1995 года состоялось первое учредительное собрание решением которого учреждена "Областная организация ветеранов Нижегородского ВЗРКУ ПВО", принят проект Устава, избран Совет ветеранов. 21 декабря 1995 года ветеранская организация и её Устав были зарегистрированы. По ряду объективных причин организация приобрела новое название "Нижегородский областной общественный фонд социальной помощи ветеранам Нижегородского высшего зенитного ракетного командного училища Войск противовоздушной обороны Российской Федерации".
В 1997 году на вооружение Войск ПВО поступила 3РС С-300МП2 «Фаворит».
В феврале 1997 года по инициативе ветеранов ВУЗа направлено ходатайство в Президиум Союза ветеранов Войск ПВО для принятия и утверждения решение о присвоении Нижегородскому ВЗРКУ ПВО имени Маршала Советского Союза П. Ф. Батицкого. На имя главнокомандующего Войсками ПВО направлено соответствующее письмо, однако в силу бюрократических согласований реализация решения затянулась и ходатайство ветеранов не было удовлетворено. В 1997 году состоялся первый выпуск офицеров радиоинженеров (с пятилетним обучением). По итогам 1996–1997 учебного года по результатам учебно-научной деятельности училище считалось лучшим среди ВУЗов ПВО. По основным  показателям эффективности работы ВУЗа занимал в Войсках ПВО лидирующее положение. В 1997 году приказом главнокомандующего войсками ПВО генералом армии В. А. Прудниковым Нижегородское ВЗРКУ объявлялось лучшим. 

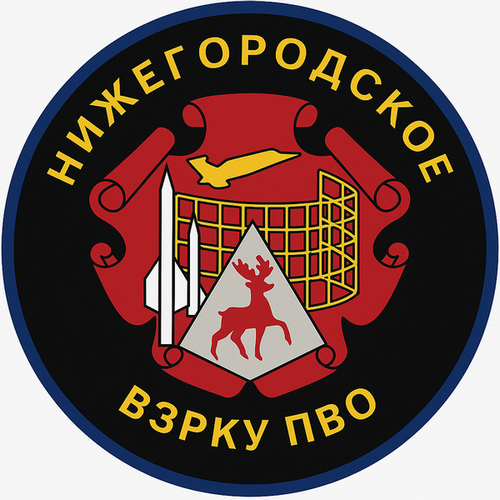
Шеврон - Нижегородское ВЗРКУ ПВО

16 июля 1997 году подписан Указ Президента Российской Федерации № 725с «О первоочередных мероприятиях по реформированию Вооружённых сил Российской Федерации и совершенствовании их структуры», положивший начало фактического развала отлаженной системы ПВО страны в условиях полного разрушения народно-хозяйственного комплекса в стране, которым предписывалось: «Преобразовать до 1 января 1999 года ВВС и Войска ПВО в один вид Вооружённых сил Российской Федерации – Военно-воздушные силы». В 1997 году сокращён набор курсантов на 50% (принято на первый курс 100 человек). 
До 2000 года осуществлялась реорганизация многих видов вооружённых сил, количество которых сократилось с 5 до 3, по причине ускорения физического старения боевой техники и оружия. В рамках организации произошло объединение двух видов вооружённых сил – Войск ПВО и Военно-воздушных сил. 
В 1998 году на базе управления Войск ВВС и ПВО сформировали управление Главный штаб ВВС и Главнокомандующего ВВС, а войска ВВС и ПВО были объединены в новый тип – Военно-воздушные силы. На тот момент в состав Войск ПВО входили: оперативно-стратегическое объединение, два оперативных, четыре оперативно-тактических объединения, пять корпусов ПВО, десять дивизий ПВО, 25 истребительных авиаполков, 63 части зенитно-ракетных войск, 35 частей радиотехнических войск, 5 частей радиоэлектронной борьбы, 6 частей и соединений разведки. На вооружении было 20 самолётов авиакомплекса радиолокационного дозора и наведения А-50, больше 700 истребителей ПВО, 420 радиотехнических подразделений с радиолокационными станциями разных модификаций и больше 200 зенитных ракетных дивизионов. В результате всех мероприятий была создана новая организационная структура ВВС. Вместо воздушных армий были сформованы армии ПВО и ВВС, оперативно подчинённые командующим войсками военных округов.
29 августа 1998 года В. С. Черномырдиным подписано Постановление Правительства Российской Федерации № 1009 "О военных образовательных учреждениях профессионального образования министерства обороны РФ", которым предписано в срок до 1 января 2000 года в числе других ликвидировать Нижегородское высшее зенитное ракетное командное училище противовоздушной обороны, а подготовку офицеров перепоручить Ярославскому ВЗРКУ ПВО. В начале марта 1999 года создана ликвидационная комиссия, под руководством начальника учебного отдела. Мероприятия по ликвидации были проведены организовано, обращений в суды по поводу нарушений порядка увольнения военнослужащих и гражданского персонала не поступало. 7 марта 1999 года состоялся последний выпуск офицеров (первый факультет - 90 человек, второй факультет - 110). У выпускников досрочного выпуска войсковая стажировка не проводилась, защиту дипломов заменили государственными экзаменами. Председатель ГЭК был назначен начальник зенитно-ракетных войск ВВС генерал-лейтенант В. Г. Кокарев. Основные должности для замещения выпускниками – начальник отделений и командир стартового взвода, география службы – вся Россия. Курсантам 4-го, 3-го, 2-го курсов было предложено продолжить обучение в Ярославском ВЗРКУ, однако часть курсантов написали рапорта на увольнения, отказавшись от переезда и перевода к новому месту службы. В эти времена проблема увольнения из армии перед курсантом или офицером не стояла. Вместо удержания практически подготовленных специалистов, военным ведомством была запущена программа "секвестирования" (пропорциональное сокращение средств, предусмотренных бюджетом, в условиях преодоления его дефицита). 
Постоянный состав ВУЗа (офицеры, прапорщики, старшины, сержанты и солдаты), обеспеченные жильём, подлежали увольнению с 1 апреля 1999 года 84 человека, не обеспеченные жильём зачислены в распоряжение в одну из воинских частей гарнизона и состояли там до середины 2000 года. Единицы офицеров согласились на перевод к новому месту службы. 236 человек, абсолютное большинство, уволились в запас. Красное знамя училища и архивные документы сданы в Центральный архив МО РФ (Подольск, Московская область). По неизвестным причинам при ликвидации ВУЗа не был проведён ритуал прощания личного состава со знаменем. Основная часть имущества, вооружения и военной техники, учебно-материальной базы переданы на склады Московского округа ВВС и ПВО, частично Ярославскому ВЗРКУ и 22-й общевойсковой армии (Нижний Новгород). К концу ноября 1999 года, все необходимые условия, связанные с расформированием училища, были выполнены. 24 декабря 1999 года ликвидационный акт направлен в Москву на утверждение. В истории училища поставлена точка. 
Одновременно с НВЗРКУ ПВО в г. Нижнем Новгороде, с 1 апреля 1999 года, ликвидировано Нижегородское высшее военное училище тыла (НВВУТ). После ликвидации НВЗРКУ ПВО, в начале 2000-х годов территория "Тобольских казарм" продолжала оставаться в ведении Минобороны России. В ДОСах проживали семьи офицеров, на административной территории городка заброшенные здания (казармы, учебные корпуса, спортивный зал, учебно-производственные мастерские, библиотечный корпус, столовая, медицинский пункт, складские помещения, стрелковый тир и т.д.) пустовали, постепенно подверглись разорению и разрушению. Спустя время собственником земельного участка "Тобольских казарм" на котором размещалась административная часть ВУЗ стала инвестиционно-строительная группа "Династия" . Застройщика в недалекой перспективе привлекла удобная транспортная развязка и расположение территории для будущего строительства домов жилого комплекса.
В восточной части комплекса "Тобольских казарм", там где располагалась административная территория (казармы, учебные корпуса, складские помещения...) здания утрачены полностью, на их месте идёт строительство жилищного комплекса "Зенит" (название которого символично напоминает о зенитном ракетном училище).
Несмотря на утрату зданий и другие крупные изменения, происходившие на территории "Тобольских казарм" после ликвидации НВЗРКУ ПВО, небольшая часть зданий в различной степени сохранности дошли до нашего времени.
В западной части комплекса "Тобольских казарм" (жилая территория ДОС) сохранились следующие здания: административный корпус, здание офицерского собрания (пр. Гагарина, 60, корпус 5 (литера А)); служебный корпус (пр. Гагарина, 60, корпус 4 (литера А)); служебный корпус (пр. Гагарина, 60, корпус 3 (литера А)); казарма для офицеров (пр. Гагарина, 60, корпус 2 (литера А)); казарма для офицеров (пр. Гагарина, 60, корпус 19 (литера А)); казарма для офицеров (пр. Гагарина, 60, корпус 18 (литера А)); казарма для офицеров (пр. Гагарина, 60, корпус 7 (литера А)); казарма для офицеров (пр. Гагарина, 60, корпус 13 (литера А)); административный корпус штаб-квартиры (пр. Гагарина, 60/11); хозяйственная постройка, находящаяся на юге территории (пер. Аристова, 15д); хозяйственная постройка, находящаяся на севере территории (ул. Краснозвёздная, 1).
Сохранившиеся здания в восточной части комплекса "Тобольских казарм" (пр. Гагарина, 60, корпуса 2, 3, 4, 7, 13, 18, 19) в настоящее используются в качестве жилых домов. Административный корпус, штаб 38-го пехотного Тобольского полка, бывший штаб училища (пр. Гагарина, 60/11), хозяйственная постройка, бывшая кафедра спец. дисциплин училища (пер. Аристова, 15д) используются в качестве общественного здания, внутренние помещения которых занимает Управление федеральной службы по техническому и экспортному контролю по Приволжскому федеральному округу (ФСТЭК России). Административный корпус, бывшая кафедра спец. дисциплин училища (пер. Аристова, 60, корпус 23) используются в качестве общественного здания, внутренние помещения которых занимает общежитие войсковой части. Хозяйственная постройка, бывший жилой дом служащих 84-й инженерной базы (ул. Краснозвёздная, 1) используется в качестве жилого дома. Хозяйственная постройка, бывший продовольственный магазин военторга училища (пр. Гагарина 60к17) может использоваться в качестве общественного здания, в настоящее время площадь не арендуется. Административный корпус, бывшее здание офицерского собрания 38-го пехотного Тобольского полка, в советское время в здании размещались офицерская столовая-детский сад училища (пр. Гагарина, 60, корпус) может использоваться в качестве общественного здания, в настоящее время площадь не арендуется.

Решением Нижегородского областного Совета народных депутатов от 31 августа 1993 года № 288-м "Об объявлении находящихся на территории г. Нижнего Новгорода объектов, имеющих историческую, культурную и научную ценность, памятниками истории и культуры областного значения" (с изменениями от 26 июня 2014 г.) небольшая часть комплекса зданий "Тобольских казарм" в 1910–1913 годах г. Нижний Новгород, Гагарина пр., 60 в составе: корпус офицерского собрания корпус 5 (литера А), служебный корпус 4 (литера А), служебный корпус 3 (литера А), казарма корпус 2 (литера А), казарма корпус 19 (литера А), казарма корпус 18 (литера А), казарма корпус 7 (литера А), казарма корпус 13 (литера А) признана памятником истории. Комплекс зданий "Тобольских казарм" включён Единый государственный реестр объектов культурного наследия (памятников истории и культуры) народов Российской Федерации по номером 521420048200005.

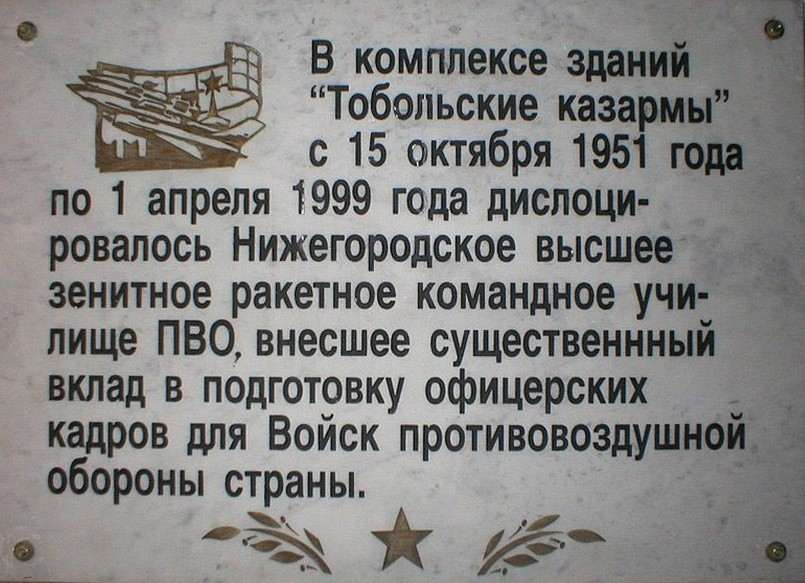
Памятная доска в честь 55-летия со дня основания НВЗРКУ ПВО, Нижний Новгород

10 октября 2001 года, по инициативе Совета Фонда ветеранов ВУЗа и на его средства на фасаде стены бывшего здания КПП, открыта памятная доска, посвящённая 50-летию со дня формирования училища. 
В 2002 году Советом Фонда ветеранов ВУЗа принято решение о сборе информации и издании книги об истории училища.
В 2014 году по инициативе и на личные средства выпускников училища 1989 года на территории военного городка Тобольских казарм установлен памятник командирам и преподавателям ВУЗа, которые внесли наибольший вклад в совершенствование учебно-воспитательного процесса.
В 2016 году, при помощи в подготовке и издании "Фонда поддержки ветеранов Нижегородского ВЗРКУ ПВО",  в Нижегородском издательстве "Дятловы горы" вышла книга "Страницы истории Нижегородского высшего зенитного ракетного командного училища ПВО (в 1951–1999 годах)". Автор книги полковник в отставке Н. Т. Крыжановский. 
12 апреля 2019 года на территории института военного образования ННГУ им. Н.И. Лобачевского состоялось открытие музейной экспозиции, посвященной Нижегородскому ВЗРКУ ПВО.
13 октября 2021 года, в честь 70-летия ГРТУ, ГЗРУ, ГВЗРКУ, НВЗРКУ ПВО, по инициативе ветеранов и выпускников ВУЗа, в парке Победы г. Нижнего Новгорода развернута одна из первых модификаций ЗРК С-300ПТ пусковая установка 5П85ПТ.

## Руководители
- в 1951–1958-х годах начальник  ГРТУ ПВО — генерал-майор Л. Н. Пирогов
- в 1958–1962-х годах начальник ГРТУ ПВО — генерал-майор В. А. Трошин
- в 1962–1967-х годах начальник ГРТУ ПВО — генерал-майор С. П. Колесниченко
- в 1967–1982-х годах начальник ГРТУ ПВО, ГЗРУ ПВО, ГВЗРКУ ПВО — генерал-майор В. Ю. Вундер
- в 1982–1985-х годах начальник ГВЗРКУ ПВО — генерал-майор Г. И. Осьмачко
- в 1985–1992-х начальник ГВЗРКУ ПВО, НВЗРКУ ПВО — генерал-майор С. В. Давыденко
- в 1992–1999-х начальник НВЗРКУ ПВО — генерал-лейтенант Г. Л. Гончаров